# ダイエー曽根店
ダイエー曽根店（ダイエーそねてん）は、大阪府豊中市曽根東町三丁目に所在していた大型商業施設（ショッピングセンター）である。1971年6月30日開業、2025年7月31日閉店。店番号は0227。

## 概要
建物は地上6階建て。開業当初の名称は「曽根ショッパーズプラザ」だったが公式には使われておらず、閉店まで一貫して「ダイエー曽根店」の名称が前面に出されていた。ただし、豊中市への届出上のSC名称は「曽根ショッパーズプラザ」となっていた。
54年間もの営業を通じて町のランドマークとしても親しまれていたが、築50年以上が経過すると老朽化による耐震性不足が指摘されるようになり、「既存鉄筋コンクリート造建築物の耐震診断基準」の「第2次診断法」（2001年版）によって補強ではなく建て替えが必要と判断され、2025年7月31日をもって閉店した。閉店直後には店舗正面玄関付近にて閉店式典が開催され、店長が54年間の愛顧に感謝したうえで再出店の意向を発表した。

## 閉店時のフロア構成
出典：
| 階 | フロア概要                       |
| -- | -------------------------------- |
| RF | 閉鎖                             |
| 6F | 飲食・ゲームコーナー（専門店街） |
| 5F | 衣料品・文具、眼鏡店（専門店街） |
| 4F | インテリア・小物家電・日用消耗品 |
| 3F | 紳士、子供衣料品・雑貨           |
| 2F | 婦人衣料品・雑貨・化粧品・医薬品 |
| 1F | 食料品                           |

6Fは開業当初の内装のまま営業していたため、後年にはレトロスポットとしても知られるようになっていた。

## テナント
出店全店舗一覧は公式サイト「フロアガイド」を参照。

## アクセス
阪急宝塚本線 曽根駅（東口）から徒歩1分。